# Jakob Bartsch
(Giovanni Keplero in una lettera a Bartsch)
Jakob Bartsch, o Jacobus Bartschius (Lubań, 1600 circa – Lubań, 26 dicembre 1633), è stato un astronomo tedesco.

## Biografia
Bartsch nacque a Lubań, in Lusazia. Imparò ad utilizzare l'astrolabio da Sarcefalo (Christopher Hauptfleisch), un bibliotecario di Breslavia. Studiò inoltre astronomia e medicina all'Università di Strasburgo.
Nel 1624 Bartsch pubblicò alcune carte celesti, intitolate Usus astronomicus planisphaerii stellati, nelle quali raffigurò alcune nuove costellazioni introdotte attorno al 1613 da Petrus Plancius su un globo celeste fabbricato da Pieter van den Keere. Tra queste ricordiamo la Giraffa, la Croce del Sud, l'Unicorno e il Reticolo.
Bartsch sposò Susanna, figlia di Giovanni Keplero, il 12 marzo 1630 e aiutò molto il suocero nell'esecuzione dei suoi calcoli. Dopo la morte di Keplero, nel 1630, Bartsch curò la pubblicazione di una sua opera postuma, Il sogno (Somnium), e sostenne economicamente con il proprio denaro la vedova; non riuscì tuttavia a vedere la pubblicazione del Somnium, che fu edito a cura del figlio di Keplero, Ludovico, nel 1634.
Bartsch morì a Lubań nel 1633.